# Globba wengeri
Globba wengeri là một loài thực vật có hoa trong họ Gừng. Loài này được (C.E.C.Fisch.) K.J.Williams mô tả khoa học đầu tiên năm 2004.